# Calodera nigrita
Calodera nigrita – gatunek chrząszcza z rodziny kusakowatych i podrodziny rydzenic. Zamieszkuje Europę i Azję Północną.

## Taksonomia
Gatunek ten opisany został po raz pierwszy w 1830 roku przez Carla Gustafa Mannerheima.

## Morfologia
Chrząszcz o wydłużonym ciele długości od 4,1 do 5,4 mm, co czyni go największym przedstawicielem rodzaju. Szerokość głowy przekracza 490 µm, a szerokość szyi wynosi około 0,8 szerokości głowy. Przedplecze jest szersze niż 570 µm, o powierzchni zmatowiałej wskutek gęstego, nieco ziarnistego punktowania. Odwłok ma głęboki, poprzeczny wcisk u podstawy czwartego z kompletnych tergitów. Genitalia samca cechują się środkowym płatem edeagusa dłuższym niż 780 µm i zaopatrzonym w silnie w widoku bocznym zakrzywiony wyrostek wentralny.

## Ekologia i występowanie
Owad ten występuje na szlamistych brzegach rzek, stawów i kałuż oraz zacienionych i wilgotnych stanowiskach leśnych. Bytuje m.in. pod gnijącymi szczątkami roślinnymi i wśród napływek.
Gatunek północnopalearktyczny. W Europie znany jest z Irlandii, Wielkiej Brytanii, Francji, Belgii, Holandii, Niemiec, Szwajcarii, Austrii, Włoch, Danii, Szwecji, Norwegii, Finlandii, Estonii, Łotwy, Polski, Czech, Słowacji, Węgier, Białorusi, Ukrainy, Rumunii, Słowenii, Bośni i Hercegowiny oraz europejskiej części Rosji. W Azji notowany jest z syberyjskiej i dalekowschodniej części Rosji.